# Hollnich
Hollnich település Németországban, Rajna-vidék-Pfalz tartományban. Lakosainak száma 316 fő (2023. december 31.). Hollnich Kastellaun és Roth községekkel határos.

## Népesség
A település népességének változása:
| Lakosok száma | 201  | 294  | 299  | 301  | 308  | 316  |
|               | 1975 | 2017 | 2019 | 2021 | 2022 | 2023 |